# هزاردستان (برنامه تلویزیونی)
هزارداستان یک برنامه تلویزیونی به تهیه‌کنندگی جواد فرحانی و کارگردانی مریم نوابی‌نژاد بود که در ماه رمضان ۱۳۹۶ تا مهر ۱۳۹۷ از شبکه نسیم پخش شده‌است.
این برنامه تلویزیونی اولین برنامه مناسبتی شبکه نسیم محسوب می‌شود. «هزار داستان» از دو بخش اصلی شامل بخش مستند و بخش استودیویی تشکیل شد و شکل متفاوتی از پرداخت به سوژه‌های اجتماعی را نمایش داد و هر شب با میزبانی و اجرای یک چهره سرشناس که نقطه مشترکی با سوژه مطرح شده داشت، تولید و پخش شد. «هزار داستان» کوشید تا با روبرو کردن مخاطب با انسان‌هایی که در مواجهه با موقعیت‌های خاص ودشوار و بعضاً غیرقابل باور ایستادگی کرده‌اند، با امید و تلاش و توکل راه درست زندگی را پیدا کرده‌اند، مفهوم جدیدی از نگاه به زندگی را در کنار ساعاتی از سرگرمی در ذهن مخاطب ایجاد کند.
سید منصور نیکخواه خوشکلام به عنوان کارگردان تلویزیونی، رضا نمازی به عنوان مدیر فیلمبرداری، حسین حاتمی طراح نور و فرزام انصار ساخت دکور و سرپرست گروه دکور مسلم ثنائی راد از دیگر عوامل سازنده این برنامه هستند.

## فصل‌ها
| فصل   | تاریخ          | کارگردان                                   | طراح و سوژه پرداز | تهیه‌کننده   |
| ----- | -------------- | ------------------------------------------ | ----------------- | ----------- |
| اول   | رمضان ۱۳۹۶     | محمد فؤاد صفاریان پور، مریم نوابی نژاد     | مریم نوابی نژاد   | جواد فرحانی |
| دوم   | محرم وصفر ۱۳۹۶ | محمد فؤاد صفاریان پور، مریم نوابی نژاد     | مریم نوابی نژاد   | جواد فرحانی |
| سوم   | رمضان ۱۳۹۷     | مریم نوابی نژاد، سید منصور نیکخواه خوشکلام | مریم نوابی نژاد   | جواد فرحانی |
| چهارم | محرم وصفر ۱۳۹۷ | مریم نوابی نژاد، سید منصور نیکخواه خوشکلام | مریم نوابی نژاد   | جواد فرحانی |

## مجریان
- محمد بحرانی
- فریبا کوثری
- رضا رشید پور
- اردلان شجاع‌کاوه
- کتایون ریاحی
- سوگل طهماسبی
- امیر حاج‌رضایی
- نادر سلیمانی
- محمدحسین میثاقی
- شقایق دهقان
- بهرام افشاری
- امین زندگانی
- رؤیا تیموریان
- فریبا متخصص
- افسانه بایگان
- دنیا مدنی
- حمیدرضا آذرنگ

## مهمانان سرشناس
- علی نصیریان
- خداداد عزیزی
- هوشنگ مرادی کرمانی
- و…

## زمان پخش
مناسبتی ویژه ماه‌های محرم، صفر و رمضان
هر شب ساعت ۲۱ از شبکه نسیم